# Чезаре Пранделлі
Чезаре Пранделлі (італ. Cesare Prandelli; нар. 19 серпня 1957, Орцинуові) — італійський футбольний тренер, колишній футболіст, півзахисник.
Як гравець насамперед відомий виступами за клуб «Ювентус», з яким став триразовим чемпіоном Італії та володарем Кубка Італії, а також переможцем Кубка європейських чемпіонів, Кубка Кубків УЄФА та Суперкубка УЄФА, хоча і не був основним гравцем. Крім того, грав за «Аталанту» та «Кремонезе».
Як тренер найбільших результатів досяг зі збірною Італії, з якою став фіналістом чемпіонату Європи 2012 року та бронзовим призером Кубка конфедерацій 2013 року.

## Ігрова кар'єра
Вихованець футбольної школи клубу «Кремонезе». Дорослу футбольну кар'єру розпочав 1974 року в основній команді того ж клубу, в якій провів чотири сезони, взявши участь у 88 матчах чемпіонату.
Протягом 1978—1979 років захищав кольори команди клубу «Аталанта».
Своєю грою за останню команду привернув увагу представників тренерського штабу клубу «Ювентус», до складу якого приєднався 1979 року. Відіграв за «стару синьйору» наступні шість сезонів своєї ігрової кар'єри. За цей час тричі виборював титул чемпіона Італії, ставав володарем Кубка Італії, володарем Кубка Кубків УЄФА, володарем Суперкубка УЄФА, переможцем Ліги чемпіонів УЄФА.
1985 року повернувся до клубу «Аталанта», за який відіграв 5 сезонів. Завершив професійну кар'єру футболіста виступами за команду «Аталанта» у 1990 році.

## Кар'єра тренера
Розпочав тренерську кар'єру невдовзі по завершенні кар'єри гравця, 1993 року, очоливши тренерський штаб клубу «Аталанта».
В подальшому очолював команди клубів «Лечче», «Верона», «Венеція», «Парма», «Рома» та «Фіорентина».
Після провалу національної збірної Італії на чемпіонаті світу 2010 року, де команда посіла останню сходинку у своїй групі, завершився контракт головного тренера команди Марчелло Ліппі. Готувати національну команду до чемпіонату Європи 2012 року Італійська федерація футболу запропонувала Чезаре Пранделлі. 10 серпня 2010 року програним товариським матчем проти збірної Кот-д'Івуару фахівець дебютував на посаді головного тренера «скуадри адзурри».

### Збірна Італії
Збірна Італії кваліфікувалася на Євро-2012 з першого місця у своїй групі, жодного разу не програвши та лише два матчі зігравши внічию. На турнірі команда вийшла з групи з другого місця (зігравши 1–1 з Іспанією та Хорватією та 2-0 з Ірландією). У чвертьфіналі проти збірної Англії, італійці зіграли 0-0 в основний та додатковий час, здобувши перемогу в серії пенальті. Після вольової перемоги 1-2 над німцями, збірна Італії вийшла у фінал, де програла чинним чемпіонам світу та Європи іспанцям. Попри поразку 4–0 у фіналі, команда Пранделлі була дуже тепло прийнята на батьківщині. Тренер був запрошений на офіційний прийом до президента Джорджо Наполітано у Квірінальському палаці.
Пранделлі керував збірною і на чемпіонаті світу у Бразилії. У першому матчі групового етапу італійці здолали збірну Англії (2:1), проте потім однаковим рахунком 0:1 програли костариканцая і уругвайцям, в результаті чого зайняли лише 3-тє місце в групі і не зуміли пробитися в плей-оф. Після цього Пранделлі покинув пост головного тренера національної команди.

### Подальша кар'єра
8 липня 2014 року Пранделлі очолив турецький «Галатасарай», підписавши контракт на два роки. 28 листопада 2014 року Пранделлі був звільнений з поста головного тренера «Галатасарая». Замість нього стамбульський клуб очолив Хамза Хамзаоглу. Після цього Пранделлі майже два роки залишався без роботи, незважаючи на те, що його ім'я постійно пов'язували з різними клубами.
1 жовтня 2016 року Чезаре повернувся до тренерської діяльності, очоливши іспанську «Валенсію», що невдало розпочала сезон. Контракт розрахований до 30 червня 2018 року. Однак покращити результати «кажанів» Пранделлі не вдалося, і, пропрацювавши в клубі всього три місяці, італієць залишив свій пост.
Протягом 2017—2018 років працював в ОАЕ, де тренував дубайський «Ан-Наср».
Повернувшись на батьківщину, у грудні 2018 року прийняв керівництво командою «Дженоа». Під його керівництвом генуезці завершили сезон на 17-му місці чемпіонату, ледь врятувавшись від пониження у класі. По завершенні сезону Пранделлі команду залишив.
Більше року перебував поза тренерською роботою, доки у листопаді 2020 року не погодився повернутися після десятирічної перерви на тренерський місток «Фіорентіни». Змінив на посаді Джузеппе Якіні, під керівництвом якого «фіалки» у стартових семи турах сезону 2020/21 здобули лише дві перемоги та дві нічиї. 23 травня 2021 року після домашньої поразки 2:3 від «Мілана» оголосив про відставку з позиції головного тренера «фіалок», натякнувши, що планує загалом завершити з тренерською діяльністю.

## Матчі на чолі збірної Італії
| Дата       | Місто          | Господарі         | Результат               | Гості             | Турнір                  | Голи                                                                                | Примітки           |
| ---------- | -------------- | ----------------- | ----------------------- | ----------------- | ----------------------- | ----------------------------------------------------------------------------------- | ------------------ |
| 10/08/2010 | Лондон         | Італія            | 0 – 1                   | Кот-д'Івуар       | товариський матч        | -                                                                                   | Кап: Д. Де Россі   |
| 03/09/2010 | Таллінн        | Естонія           | 1 – 2                   | Італія            | Відбір до ЧЄ 2012       | Антоніо Кассано Леонардо Бонуччі                                                    | Кап: А. Пірло      |
| 07/09/2010 | Флоренція      | Італія            | 5 – 0                   | Фарерські острови | Відбір до ЧЄ 2012       | Альберто Джилардіно Даніеле Де Россі Антоніо Кассано Фабіо Квальярелла Андреа Пірло | Кап: А. Пірло      |
| 08/10/2010 | Белфаст        | Північна Ірландія | 0 – 0                   | Італія            | Відбір до ЧЄ 2012       | -                                                                                   | Кап: А. Пірло      |
| 12/10/2010 | Генуя          | Італія            | 3 – 0                   | Сербія            | Відбір до ЧЄ 2012       | -                                                                                   | Кап: Д. Дзамбротта |
| 17/11/2010 | Клагенфурт     | Румунія           | 1 – 1                   | Італія            | товариський матч        | автогол                                                                             | Кап: Д. Россі      |
| 09/02/2011 | Дортмунд       | Німеччина         | 1 – 1                   | Італія            | товариський матч        | Джузеппе Россі                                                                      | Кап: Д. Буффон     |
| 25/03/2011 | Любляна        | Словенія          | 0 – 1                   | Італія            | Відбір до ЧЄ 2012       | Тьяго Мотта                                                                         | Кап: Д. Буффон     |
| 29/03/2011 | Київ           | Україна           | 0 – 2                   | Італія            | товариський матч        | Джузеппе Россі Алессандро Матрі                                                     | Кап: А. Джилардіно |
| 03/06/2011 | Модена         | Італія            | 3 – 0                   | Естонія           | Відбір до ЧЄ 2012       | Джузеппе Россі Антоніо Кассано Джампаоло Пацціні                                    | Кап: Д. Буффон     |
| 07/06/2011 | Льєж           | Італія            | 0 – 2                   | Ірландія          | товариський матч        | -                                                                                   | Кап: А. Пірло      |
| 10/08/2011 | Барі           | Італія            | 2 – 1                   | Іспанія           | товариський матч        | Рікардо Монтоліво Альберто Аквілані                                                 | Кап: А. Кассано    |
| 02/09/2011 | Торсгавн       | Фарерські острови | 0 – 1                   | Італія            | Відбір до ЧЄ 2012       | Антоніо Кассано                                                                     | Кап: Д. Буффон     |
| 06/09/2011 | Флоренція      | Італія            | 1 – 0                   | Словенія          | Відбір до ЧЄ2012        | Джампаоло Паццині                                                                   | Кап: Дж. Буффон    |
| 07/10/2011 | Белград        | Сербія            | 1 – 1                   | Італія            | Відбір до ЧЄ2012        | Клаудіо Маркізіо                                                                    | Кап: Дж. Буффон    |
| 11/10/2011 | Пескара        | Італія            | 3 – 0                   | Північна Ірландія | Відбір до ЧЄ2012        | 2 Антоніо Кассано автогол                                                           | Кап: Дж. Буффон    |
| 11/11/2011 | Вроцлав        | Польща            | 0 – 2                   | Італія            | Тов. матч               | Маріо Балотеллі Джампаоло Паццині                                                   | Кап: Дж. Буффон    |
| 15/11/2011 | Рим            | Італія            | 0 – 1                   | Уругвай           | Тов. матч               | -                                                                                   | Кап: Дж. Буффон    |
| 29/02/2012 | Генуя          | Італія            | 0 – 1                   | США               | Тов. матч               | -                                                                                   | Кап: Дж. Буффон    |
| 10/06/2012 | Гданськ        | Іспанія           | 1 – 1                   | Італія            | ЧЄ2012 (груповий етап)  | Антоніо Ді Натале                                                                   | Кап: Дж. Буффон    |
| 14/06/2012 | Познань        | Італія            | 1 – 1                   | Хорватія          | ЧЄ2012 (груповий етап)  | Андреа Пірло                                                                        | Кап: Дж. Буффон    |
| 18/06/2012 | Познань        | Італія            | 2 – 0                   | Ірландія          | ЧЄ2012 (груповий етап)  | Антоніо Кассано Маріо Балотеллі                                                     | Кап: Дж. Буффон    |
| 24/06/2012 | Київ           | Англія            | 0 – 0 д.ч. (2 – 4 п.п.) | Італія            | ЧЄ2012 (чвертьфінал)    | -                                                                                   | Кап: Дж. Буффон    |
| 28/06/2012 | Варшава        | Німеччина         | 1 – 2                   | Італія            | ЧЄ2012 (півфінал)       | 2 Маріо Балотеллі                                                                   | Кап: Дж. Буффон    |
| 01/07/2012 | Київ           | Іспанія           | 4 – 0                   | Італія            | ЧЄ2012 (фінал)          | -                                                                                   | Кап: Дж. Буффон    |
| 15/08/2012 | Берн           | Італія            | 1 – 2                   | Англія            | Тов. матч               | Даніеле Де Россі                                                                    |                    |
| 07/09/2012 | Болгарія       | Болгарія          | 2 – 2                   | Італія            | Відбір до ЧС2014        | 2 Пабло Освальдо                                                                    | Кап: Дж. Буффон    |
| 11/09/2012 | Італія         | Італія            | 2 – 0                   | Мальта            | Відбір до ЧС2014        | Маттія Дестро Федеріко Пелузо                                                       | Кап: Дж. Буффон    |
| 12/10/2012 | Вірменія       | Вірменія          | 1 – 3                   | Італія            | Відбір до ЧС2014        | Андреа Пірло Даніеле Де Россі Пабло Освальдо                                        | Кап: Дж. Буффон    |
| 16/10/2012 | Італія         | Італія            | 3 – 1                   | Данія             | Відбір до ЧС2014        | Ріккардо Монтоліво Даніеле Де Россі Маріо Балотеллі                                 | Кап: А. Пірло      |
| 14/11/2012 | Парма          | Італія            | 1 – 2                   | Франція           | Тов. матч               | Стефан Ель-Шаараві                                                                  | Кап: Дж. К'єлліні  |
| 06/02/2013 | Амстердам      | Нідерланди        | 1 – 1                   | Італія            | Тов. матч               | Марко Верратті                                                                      |                    |
| 21/03/2013 | Женева         | Бразилія          | 2 – 2                   | Італія            | Тов. матч               | Даніеле Де Россі Маріо Балотеллі                                                    |                    |
| 26/03/2013 | Аттард         | Мальта            | 0 – 2                   | Італія            | Відбір до ЧС 2014       | 2 Маріо Балотеллі                                                                   |                    |
| 31/05/2013 | Болонья        | Італія            | 4 – 0                   | Сан-Марино        | Тов. матч               | Андреа Полі Альберто Джилардіно Андреа Пірло Альберто Аквілані                      |                    |
| 08/06/2013 | Прага          | Чехія             | 0 – 0                   | Італія            | Відбір до ЧС 2014       | -                                                                                   |                    |
| 11/06/2013 | Ріо-де-Жанейро | Італія            | 2 – 2                   | Гаїті             | Тов. матч               | Емануеле Джаккеріні Клаудіо Маркізіо                                                |                    |
| 16/06/2013 | Ріо-де-Жанейро | Мексика           | 1 – 2                   | Італія            | Кубок Конфедерацій 2013 | Андреа Пірло Маріо Балотеллі                                                        |                    |
| 19/06/2013 | Ресіфе         | Італія            | 4 – 3                   | Японія            | Кубок Конфедерацій 2013 | Даніеле Де Россі Утіда Ацуто (аг) Маріо Балотеллі Себастьян Джовінко                |                    |
| 22/06/2013 | Сальвадор      | Італія            | 2 – 4                   | Бразилія          | Кубок Конфедерацій 2013 | Емануеле Джаккеріні Джорджо К'єлліні                                                |                    |
| 27/06/2013 | Форталеза      | Іспанія           | 0 – 0 д.ч. (7 – 6 п.п.) | Італія            | Кубок Конфедерацій 2013 | -                                                                                   |                    |
| 30/06/2013 | Сальвадор      | Уругвай           | 2 – 2 д.ч. (2 – 3 п.п.) | Італія            | Кубок Конфедерацій 2013 | Давід Асторі Алессандро Діаманті                                                    |                    |
| 14/08/2013 | Рим            | Італія            | 1 – 2                   | Аргентина         | Тов. матч               | Лоренцо Інсіньє                                                                     |                    |
| 06/09/2013 | Палермо        | Італія            | 1 – 0                   | Болгарія          | Відбір до ЧС 2014       | Альберто Джилардіно                                                                 |                    |
| 10/09/2013 | Турин          | Італія            | 2 – 1                   | Чехія             | Відбір до ЧС 2014       | Джорджо К'єлліні Маріо Балотеллі                                                    |                    |
| 11/10/2013 | Копенгаген     | Данія             | 2 – 2                   | Італія            | Відбір до ЧС 2014       | Пабло Освальдо Альберто Аквілані                                                    |                    |
| 15/10/2013 | Флоренція      | Італія            | 2 – 2                   | Вірменія          | Відбір до ЧС 2014       | Алессандро Флоренці Маріо Балотеллі                                                 |                    |
| 15/11/2013 | Мілан          | Італія            | 1 – 1                   | Німеччина         | Тов. матч               | Іньяціо Абате                                                                       |                    |
| 18/11/2013 | Лондон         | Італія            | 2 – 2                   | Нігерія           | Тов. матч               | Джузеппе Россі Емануеле Джаккеріні                                                  |                    |
| 05/03/2014 | Мадрид         | Іспанія           | 1 – 0                   | Італія            | товариський матч        | -                                                                                   | Кап: Дж. Буффон    |
| 31/05/2014 | Лондон         | Італія            | 0 – 0                   | Ірландія          | товариський матч        | -                                                                                   | Кап: Р. Монтоліво  |
| 04/06/2014 | Перуджа        | Італія            | 1 – 1                   | Люксембург        | товариський матч        | Клаудіо Маркізіо                                                                    | Кап: Дж. Буффон    |
| 14/06/2014 | Манаус         | Англія            | 1 – 2                   | Італія            | ЧС 2014 - груповий етап | Клаудіо Маркізіо Маріо Балотеллі                                                    | Кап: А. Пірло      |
| 20/06/2014 | Ресіфі         | Італія            | 0 – 1                   | Коста-Рика        | ЧС 2014 - груповий етап | -                                                                                   | Кап: Дж. Буффон    |
| 24/06/2014 | Натал          | Італія            | 0 – 1                   | Уругвай           | ЧС 2014 - груповий етап | -                                                                                   | Кап: Дж. Буффон    |
| Усього     |                | Матчів            | 56                      |                   | Голів                   | 81                                                                                  |                    |

## Титули і досягнення

### Як гравця
- Чемпіон Італії (3):

«Ювентус»: 1980–81, 1981–82, 1983–84
- Володар Кубка Італії (1):

«Ювентус»: 1982–83
- Володар Кубка Кубків УЄФА (1):

«Ювентус»: 1983–84
- Володар Суперкубка Європи (1):

«Ювентус»: 1984
- Володар Кубка європейських чемпіонів (1):

«Ювентус»: 1984–85

### Як тренера
- Володар премії «Золота лава»: 2006, 2007
- Футбольний тренер року в Італії: 2009
- Віце-чемпіон Європи: 2012